# Бельгия на зимних Олимпийских играх 1972
Бельгия принимала участие в Зимних Олимпийских играх 1972 года в Саппоро (Япония) в девятый раз за свою историю, пропустив Зимние Олимпийские игры 1968 года, но не завоевала ни одной медали. Сборная состояла из одного человека — горнолыжника Роберта Бланшера.

## Результаты
Лучший результат: 25 место в слаломе среди мужчин.
Соревнования прошли с 5 по 13 февраля; состязания по скоростному спуску проходили на горе Энива, остальные — в районе Тэйнэ-ку. Данные соревнования одновременно считались соревнованиями 22-го чемпионата мира по горнолыжному спорту.
Мужчины
| Спортсмен      | Соревнование      | 1 заезд | 1 заезд | 2 заезд | 2 заезд | Итог    | Итог  |
| Спортсмен      | Соревнование      | Время   | Место   | Время   | Место   | Время   | Место |
| -------------- | ----------------- | ------- | ------- | ------- | ------- | ------- | ----- |
| Роберт Бланшер | Скоростной спуск  |         |         |         |         | 2:02.45 | 42    |
| Роберт Бланшер | Гигантский слалом | 1:43.59 | 42      | 1:45.79 | 33      | 3:29.38 | 34    |

Слалом (мужчины)
| Спортсмен      | Отборочный заезд  | Отборочный заезд | Финал   | Финал | Финал   | Финал | Финал   | Финал |
| Спортсмен      | Время             | Место            | Время 1 | Место | Время 2 | Место | Итог    | Место |
| -------------- | ----------------- | ---------------- | ------- | ----- | ------- | ----- | ------- | ----- |
| Роберт Бланшер | дисквалифицирован | -                | 1:05.78 | 36    | 1:01.58 | 25    | 2:07.36 | 25    |